# Laura Aris
Laura Aris és una intèrpret, coreògrafa i professora de dansa catalana.
Formada a l'Institut del Teatre i a l'Escola Superior de Dansa i coreografia de Barcelona. Les seves obres com a artista independent sorgeixen de l'interès per establir un diàleg entre la dansa contemporània i altres disciplines artístiques. Al llarg de la seva trajectòria com a professional ha passat per companyies com Última Vez o General Elèctrica. Actualment desenvolupa el seu treball com a creadora independent i aposta decididament per les col·laboracions amb altres artistes.